# Parafia Ewangelicko-Prezbiteriańska Odkupiciela w Warszawie
Parafia Ewangelicko-Prezbiteriańska Kościół Dobrego Pasterza w Warszawie – parafia Ewangelicko-Prezbiteriańska działająca w Warszawie.

## Opis
Parafia Ewangelicko-Prezbiteriańska Odkupiciela w Warszawie powstała w 2017 roku jako placówka misyjna amerykańskiego Kościoła prezbiteriańskiego Associate Reformed Presbyterian Church (ARP). Parafia pierwotnie działała pod nazwą Kościół Ewangelicko-Prezbiteriański. 8 grudnia 2019 roku ks. Frank van Dalen z ARP ordynował pierwszych starszych zarządzających w parafii — Adama Grabowicza i Michała Rogatko. 
19 kwietnia 2021 placówka dołączyła do Kościoła Ewangelicko-Prezbiteriańskiego w Polsce i stała się jego parafią, przyjmując nazwę Parafia Ewangelicko-Prezbiteriańska Odkupiciela. 12 stycznia 2025 roku na pastora parafii ordynowany został Filip Sylwestrowicz.
Parafia Ewangelicko-Prezbiteriańska Odkupiciela w Warszawie jest protestancką wspólnotą chrześcijańską. Nabożeństwa odbywają się w niej w każdą niedzielę o godzinie 11:00 w sali przy ul. Stępińskiej 22/30.